# Xanthorhoe fuscomarginata
Xanthorhoe fuscomarginata là một loài bướm đêm trong họ Geometridae.